# Rossinyol cuablau
El rossinyol cuablau, anteriorment conegut com a cotxa cuablava (Tarsiger cyanurus) és una espècie d'ocell de la família dels muscicàpids (Muscicapidae) que únicament s'ha identificat en dues ocasions als Països Catalans.
El seu estat de conservació es considera de risc mínim.

## Morfologia
- Fa 13-15 cm de llargària, proporcions semblants a un pit-roig, amb la cua una mica més llarga.
- Mascle de color general blau, amb les zones inferiors blanques i flancs taronja.
- Femella i joves marró grisenc, amb parts inferiors blanquinoses, flancs taronja i una mica de blau a la cua.

## Hàbitat i distribució
Habita en boscos de coníferes septentrionals, des de Finlàndia i nord-oest de Rússia, cap a l'est, a través de Sibèria, fins al Mar d'Okhotsk, Kamtxatka, el Massís de l'Altai, nord de Mongòlia, Manxúria, illes Kurils, Sakhalín i Japó. Ocasionalment és albirat a l'Europa occidental. Hi ha dues cites per als Països Catalans, les dues durant la tardor, una al Delta del Llobregat (1998), i altra a prop de València (2005).